# Baron Northbrook
Baroneci Baring of Larkbeer
- 1793–1810: Francis Baring, 1. baronet
- 1810–1848: Thomas Baring (2. baronet)
- 1848–1866: Francis Thornhill Baring, 3. baronet

Baronowie Northbrook 1. kreacji (parostwo Zjednoczonego Królestwa)
- 1866–1866: Francis Thornhill Baring, 1. baron Northbrook
- 1866–1904: Thomas George Baring, 2. baron Northbrook

Hrabiowie Northbrook 1. kreacji (parostwo Zjednoczonego Królestwa)
- dodatkowy tytuł: wicehrabia Baring
- 1876–1904: Thomas George Baring, 1. hrabia Northbrook
- 1904–1929: Francis George Baring, 2. hrabia Northbrook

Baronowie Northbrook 1. kreacji (parostwo Zjednoczonego Królestwa) - cd.
- 1929–1947: Francis Arthur Baring, 4. baron Northbrook
- 1947–1990: Francis John Baring, 5. baron Northbrook
- 1990 -: Francis Thomas Baring, 6. baron Northbrook